# Wina (instrument)

Bogini Saraswati grająca na winie

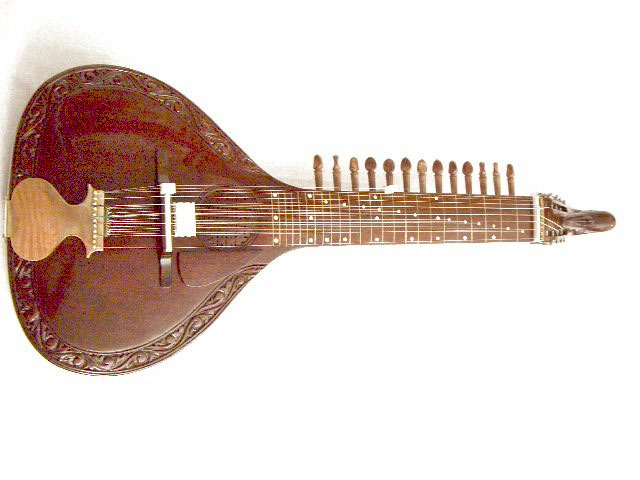
Hansa vina

Wina (sanskryt: वीणा vīṇā; ang. veena) – szarpany instrument strunowy używany w południowoindyjskiej tradycji muzycznej z Karnataki. Jedna z najstarszych istniejących form lutni. Istnieje wiele odmian tego instrumentu. Dźwięk winy jest często porównywany do ludzkiego głosu. Wina składa się z pręta pełniącego charakter gryfu i dwóch rezonatorów tykwowych.

## Rozwój historyczny
Początkowo nazwą „wina” określano odmianę harfy o pięciu strunach. W ikonografii indyjskiej w obecnej postaci pojawia się od VII w.

## Konotacje religijne
Saraswati, hinduska bogini – patronka nauk i sztuk, jest zazwyczaj przedstawiana z winą w dłoniach. Jednym z epitetów boga Śiwy jest Vinadhara – „trzymający winę”. 

## Sławni muzycy grający na winie
- Veena Dhanammal
- Doraiswamy Iyengar
- S. Balachander
- Chitti Babu
- Emani Sankara Sastry
- R.K. Suryanarayan
- Kalpakam Swaminathan
- E. Gayathri
- Jayanthi Kumaresh
- K. Aanathapadmanabhan
- N. Muralikrishnan
- Prince Rama Varma
- N Ravikiran
- Veene Sheshanna
- Veena Venkatagiriappa
- Srividya Chandramouli
- Mysore R.K. Padmanabha
- Rajesh Vaidhya
- T Sharadha
- Prashanth Iyengar
- Saraswati Rajagopalan
- Nirmala Rajasekar